# Joginder Singh (Leichtathletin)
Joginder Singh (* 19. Juni 1997) ist eine malaysische Leichtathletin, die im Mittelstreckenlauf an den Start geht.

## Sportliche Laufbahn
Erste internationale Erfahrungen sammelte Joginder Singh im Jahr 2013, als sie bei den Jugend-Asienspielen in Nanjing in 2:14,14 min die Silbermedaille im 800-Meter-Lauf gewann. 2016 belegte sie bei den Juniorenasienmeisterschaften in der Ho-Chi-Minh-Stadt in 2:11,95 min den fünften Platz und im Jahr darauf schied sie bei den Islamic Solidarity Games in Baku mit 2:12,88 min im Vorlauf aus. Anschließend erreichte sie bei den Südostasienspielen in Kuala Lumpur in 4:46,59 min den vierten Platz im 1500-Meter-Lauf und wurde über 800 Meter in 2:16,79 min Vierte. Zwei Jahre später belegte sie bei den Südostasienspielen in Capas in 2:10,42 min den vierten Platz über 800 Meter und erreichte über 1500 Meter in 4:36,29 min Rang fünf. Zudem klassierte sie sich mit der malaysischen 4-mal-400-Meter-Staffel in 3:47,00 min auf dem fünften Platz. 2022 gewann sie bei den Südostasienspielen in Hanoi in 2:10,24 min die Bronzemedaille über 800 Meter hinter der Vietnamesin Khuất Phương Anh und Agustina Mardika Manik aus Indonesien und rückte nachträglich auf den Silberrang vor, da die vor ihr liegende Vietnamesin wegen eines Dopingverstoßes disqualifiziert worden war. Im Jahr darauf belegte sie bei den Südostasienspielen in Phnom Penh in 2:15,77 min den sechsten Platz über 800 Meter und gelangte mit 4:29,10 min auf Rang vier über 1500 Meter. Anschließend wurde sie bei den Asienmeisterschaften in Bangkok in 4:32,75 min Neunte über 1500 Meter und verpasste über 800 Meter mit 2:09,59 min den Finaleinzug über 800 Meter.
In den Jahren 2018 und 2019 wurde Singh malaysische Meisterin im 1500-Meter-Lauf sowie 2019 und 2021 über 800 Meter.

## Persönliche Bestleistungen
- 800 Meter: 2:08,85 min, 29. Juli 2022 in Ubon Ratchathani
- 1500 Meter: 4:27,45 min, 16. November 2019 in Kuala Lumpur